# St. Salvator (Saasa)

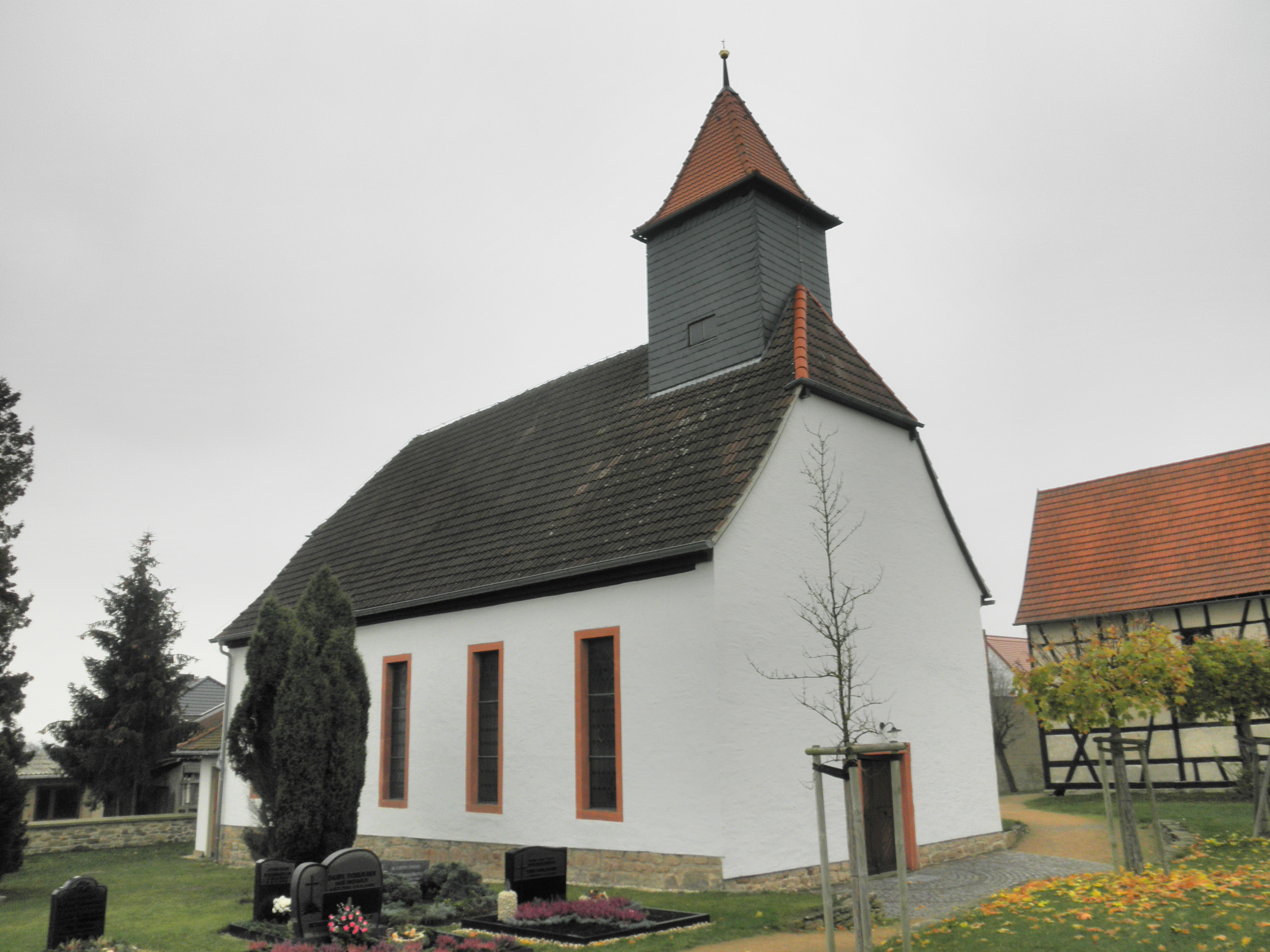
Die Kirche

Die Dorfkirche St. Salvator steht im Ortsteil Saasa der Stadt Eisenberg im Saale-Holzland-Kreis in Thüringen. Sie gehört zur Kirchengemeinde Eisenberg im Kirchenkreis Eisenberg der Evangelischen Kirche in Mitteldeutschland.

## Lage
Die Dorfkirche liegt mitten im Ortsteil Saasa am Dorfanger und südlich der vorüberführenden Bundesstraße 7 Eisenberg-Jena an der Bundesautobahn 9 mit Anschluss sowie westlich an der Altstadtgrenze von Eisenberg.

## Geschichte
1259 wurde urkundlich erstmals die Dorfkirche genannt. Sie gehörte damals zum Zisterzienserinnenkloster Petersberg bei Eisenberg. Die Vorgängerkirche war wohl eine Kapelle. Die heutige Kirche wurde 1749 eingeweiht.
Von 1559 bis 2003 war die Kirche eine eigenständige Filialgemeinde von Eisenberg.

## Ausstattung
- ein achteckiger grauer Taufstein aus Alabaster aus der vorherigen Kapelle
- 1960 wurden die alte Empore und auch die barocke Kanzel entfernt
- die Orgel der Firma Poppe aus Roda aus dem Jahr 1863